# Dianjiang

Kreis Dianjiang in Chongqing

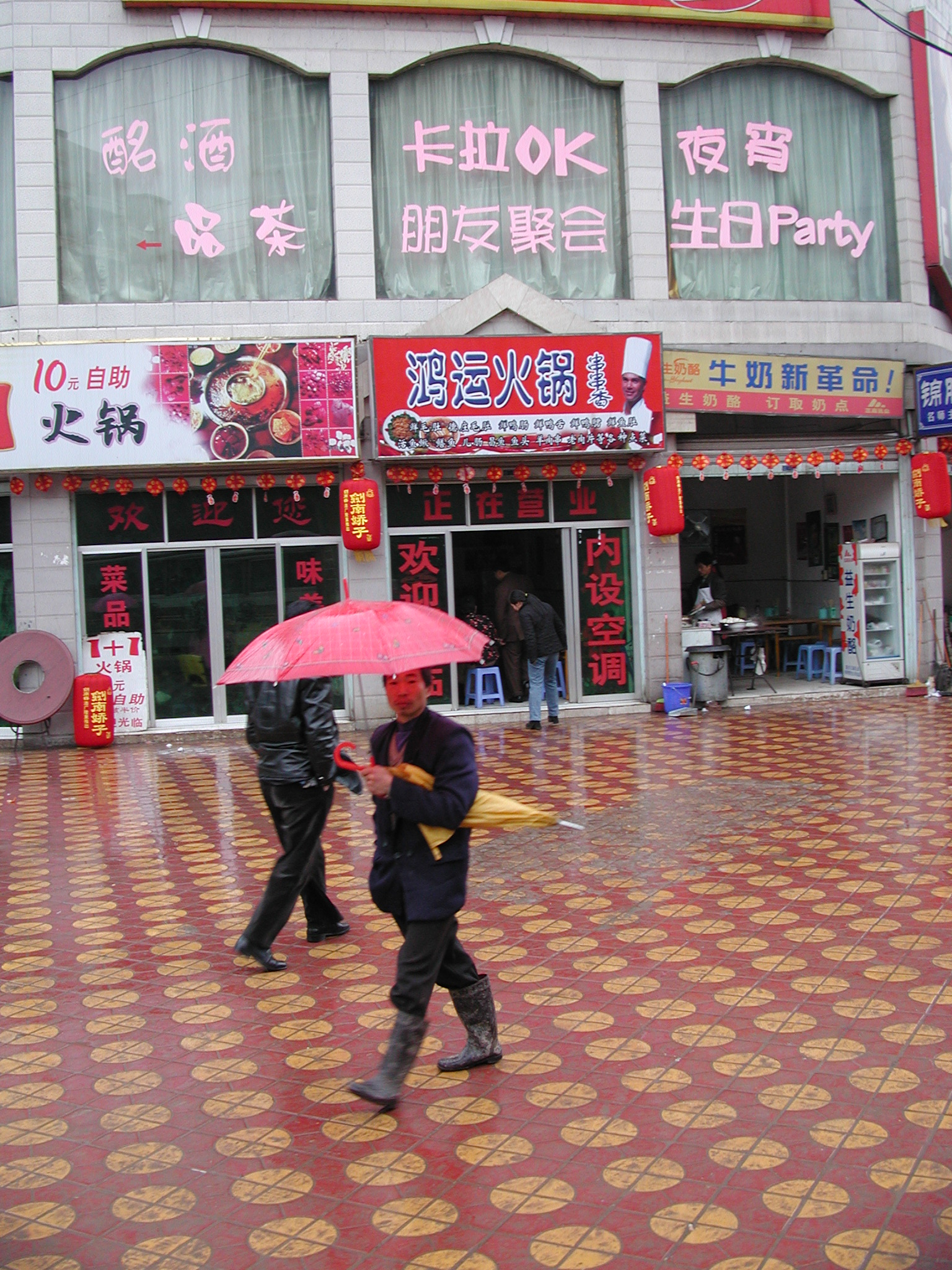
Einkaufsstraße in Dianjiang

Dianjiang (chinesisch 垫江县, Pinyin Diànjiāng Xiàn) ist ein chinesischer Kreis der regierungsunmittelbaren Stadt Chongqing. Der Kreis hat eine Fläche von 1.518 km². Bei Volkszählungen in den Jahren 2000 und 2010 wurden in Dianjiang 862.323 bzw. 704.458 Einwohner gezählt.